# خوسيه بورداس فالديس
خوسيه بورداس فالديس (بالإسبانية: José Bordas Valdez)‏ (و. 1874 – 1968 م) هو سياسي من جمهورية الدومينيكان . تولى منصب رئيس جمهورية الدومينيكان (14 أبريل 1913–27 أغسطس 1914).
توفي في سانتو دومينجو .
| المناصب السياسية           | المناصب السياسية                     | المناصب السياسية |
| -------------------------- | ------------------------------------ | ---------------- |
| سبقه أدولفو اليخاندرو نويل | رئيس جمهورية الدومينيكان 1913 - 1914 | تبعه Ramón Báez  |